# The Street (Derbyshire)

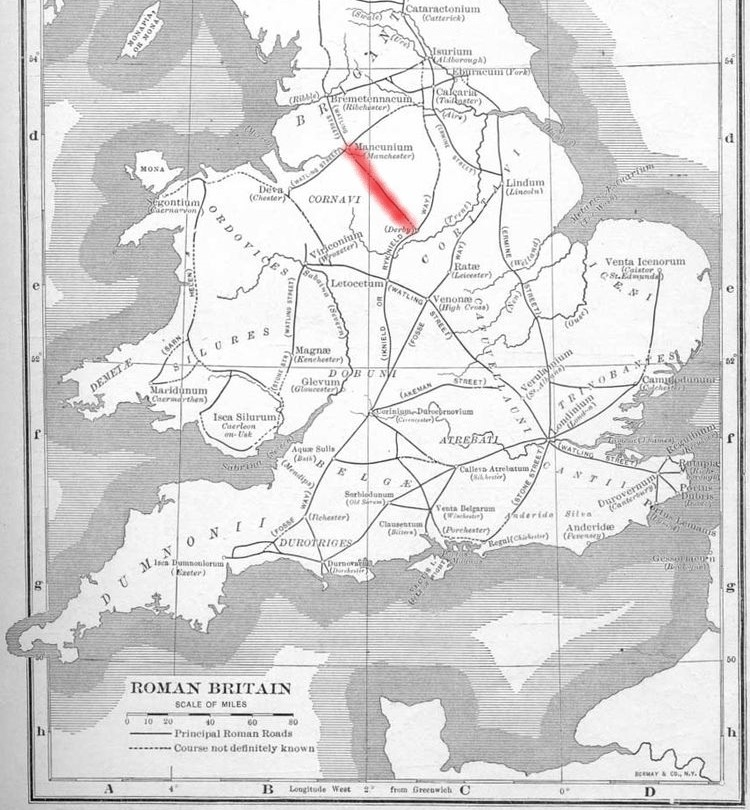
Tracé de la voie romaine The Street entre Derby et Manchester

The Street est le nom médiéval et moderne de la voie romaine qui menait, au travers du Peak District du Derbyshire, à partir de la cité thermale de Buxton (en latin Aquae Arnemetiae) et en direction du Sud-Ouest, jusqu'à la moderne Derby. Le tracé de la voie peut être reconstitué à partir des éléments qui subsistent, confirmés par l'archéologie, au moins entre Buxton et Carsington, où se trouvait un établissement romain. On considère qu'à partir de Carsington la voie se dirigeait vers l'Est jusqu'à Wirksworth, où elle rejoignait un sentier plus ancien qu'on peut suivre jusqu'à la banlieue nord de Derby, non loin de Little Chester, site de l'établissement romain de Derventio.
Les Romains ont construit des fermes à proximité de la voie, pour nourrir les soldats et la population croissante de la région. Les vestiges d'une telle ferme ont été découverts près de Minninglow. Le musée de Chesterfield comme celui de Derby présentent des éléments du passé romain de la région.